# Ван Деккен, Кор
Корне́лис (Кор) ван Де́ккен (нидерл. Cornelis "Cor" van Dekken; 10 августа 1931, Амстердам — 26 декабря 2022) — нидерландский футболист, игравший на позиции левого крайнего нападающего, выступал за «Аякс».

## Спортивная карьера
В возрасте 13 лет в качестве кандидата вступил в футбольный клуб «Аякс». Его отец в молодости тоже играл в футбол и был членом клуба «Анимо», а в 1924 году пытался попасть в «Аякс», но был принят в клуб только в 1949 году в качестве спонсора. В 1948 году ван Деккен младший был переведён в команду юниоров. Помимо футбола он занимался также бейсболом и был питчером. В сезоне 1949/50 играл за четвёртую юниорскую команду на позиции левого крайнего нападающего, а в следующем сезоне начал играть за резервный состав «Аякс 2».
В основном составе «Аякса» дебютировал 13 мая 1956 года в матче 29-го тура чемпионата Нидерландов против клуба «Рода Спорт», выйдя на поле с первых минут — в гостях амстердамцы одержали победу со счётом 1:2. В том сезоне Кор сыграл ещё в пяти матчах чемпионата, но ни разу не забил. В последний раз в чемпионате за «Аякс» сыграл 10 июня 1956 года против «Стормвогелса».
В январе 1957 года подал запрос на перевод в РКХ из Хемстеде, а летом всё же решил перейти в амстердамский «Блау-Вит». Год спустя стал игроком любительского клуба «Ватерграфсмер». В сезоне 1959/60 забил три гола в любительском чемпионате второго класса. После игровой карьеры работал тренером в клубе «Абкауде».

## Личная жизнь
Отец — Корнелис (Кор) ван Деккен, был родом из Амстердама, мать — Алида Стам, родилась в Бюрмалсене. Родители поженились в 1931 году — на момент женитьбы отец был архитектором-чертежником, а позже стал директором по техническим вопросам в муниципалитете Амстердама и был награждён золотой медалью Ордена Оранских-Нассау. В их семье воспитывалась ещё дочь Алида, родившаяся в 1934 году.
Женился в возрасте двадцати пяти лет — его супругой стала Йоханна Хендрика (Анна) ван Дейк. Их брак был зарегистрирован 24 марта 1956 года. В том же году родилась дочь Дезире. В 1970-х годах проживал с женой в Хёйзене.
Умер 26 декабря 2022 года в возрасте 91 года. Церемония кремации состоялась 3 января 2023 года на территории кладбища Де Ньиве Остер в Амстердаме.